# Compianto sul Cristo morto (Dürer)
Il Compianto sul Cristo morto (Beweinung Christi) è un dipinto a olio su tavola di abete (150x120 cm) attribuito ad Albrecht Dürer, databile al 1498 circa e conservato nel Germanisches Nationalmuseum di Norimberga.

## Storia e descrizione
L'opera venne dipinta per la cappella di famiglia del norimberghese Karl Holzschuher in Sankt Johannis, come commemorazione per la sua morte. Il monogramma di Dürer si vede nell'angolo del bianco sudario di Cristo, ma viene in genere ritenuto apocrifo. 
Al centro della tavola Cristo deposto è retto da Giovanni apostolo e compianto da Maria, con le mani intrecciate, Nicodemo e una pia donna, oltre alla Maddalena e Giuseppe di Arimatea in piedi, con i vasetti con i balsami per la deposizione. Poco sotto si vede la corona di spine. In basso si allineano, piccolissimi e vicini a stemmi araldici, i devoti committenti, appartenenti alle famiglie Holschuher e Grüber: a sinistra Karl con i nove figli maschi, a destra la sua consorte Gertrud con le tre figlie femmine.
In alto il paesaggio, più lontano, mostra il monte del Calvario, dove si trovano ancora i due ladroni sulle croci, e una veduta cittadina con un fiume al centro, che guida lo sguardo in lontananza dove le montagne si perdono schiarite dalla foschia. A destra invece si vede una rupe frondosa dove si apre il sepolcro. 
Alcuni, come Erwin Panofsky, negano l'autografia della tavola, riferendola piuttosto a un collaboratore o un seguace che contaminò la xilografia di analogo soggetto nella Grande Passione e la tavola del Compianto Glimm: dalla prima derivano l'impostazione generale, dalla seconda le figure della Maddalena e di Giuseppe d'Arimatea. La commistione avrebbe perduto sia la drammatica concitazione della xilografia che il ritmo ascendente e la profondità luminosa della tavola.

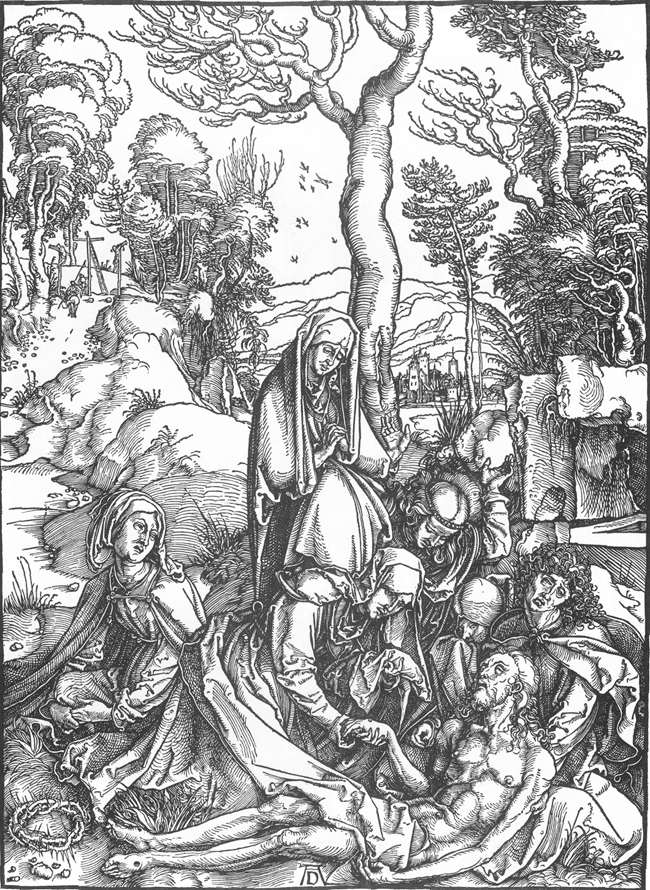
Compianto di Cristo, xilografia
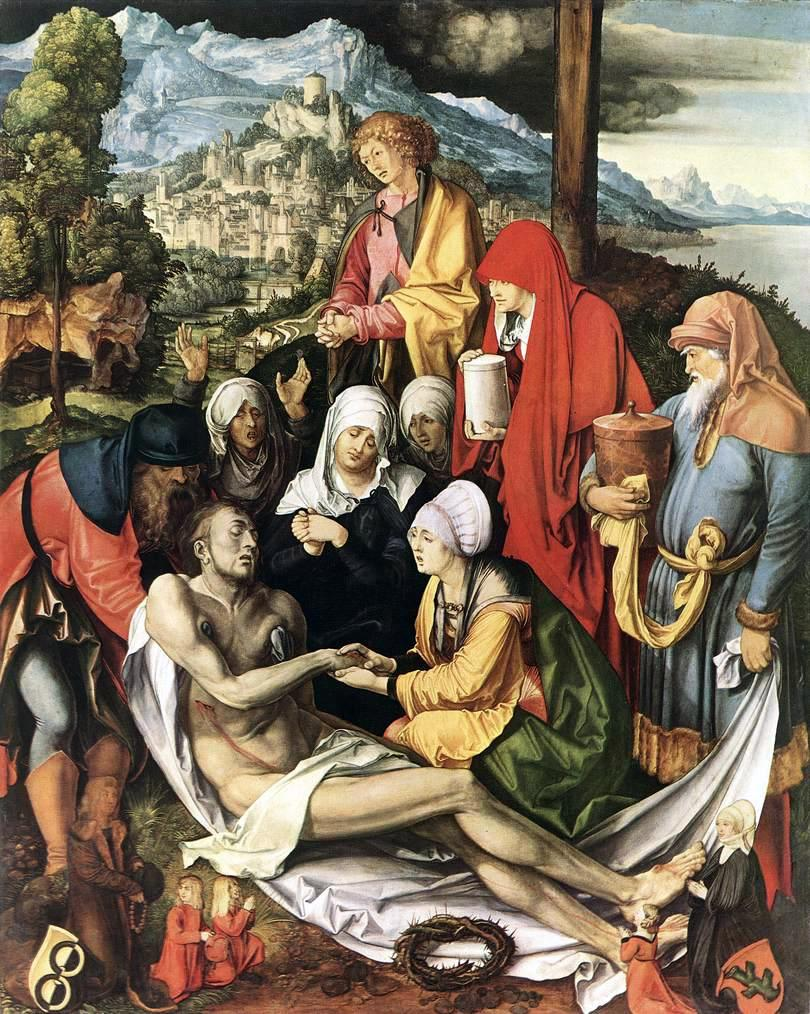
Compianto Glimm